# Venere di Lely
La Venere di Lely è una statua in marmo del tipo Afrodite accovacciata. È una copia di un originale ellenistico di Doidalsa di Bitinia e risale all'Età antonina.

## Storia

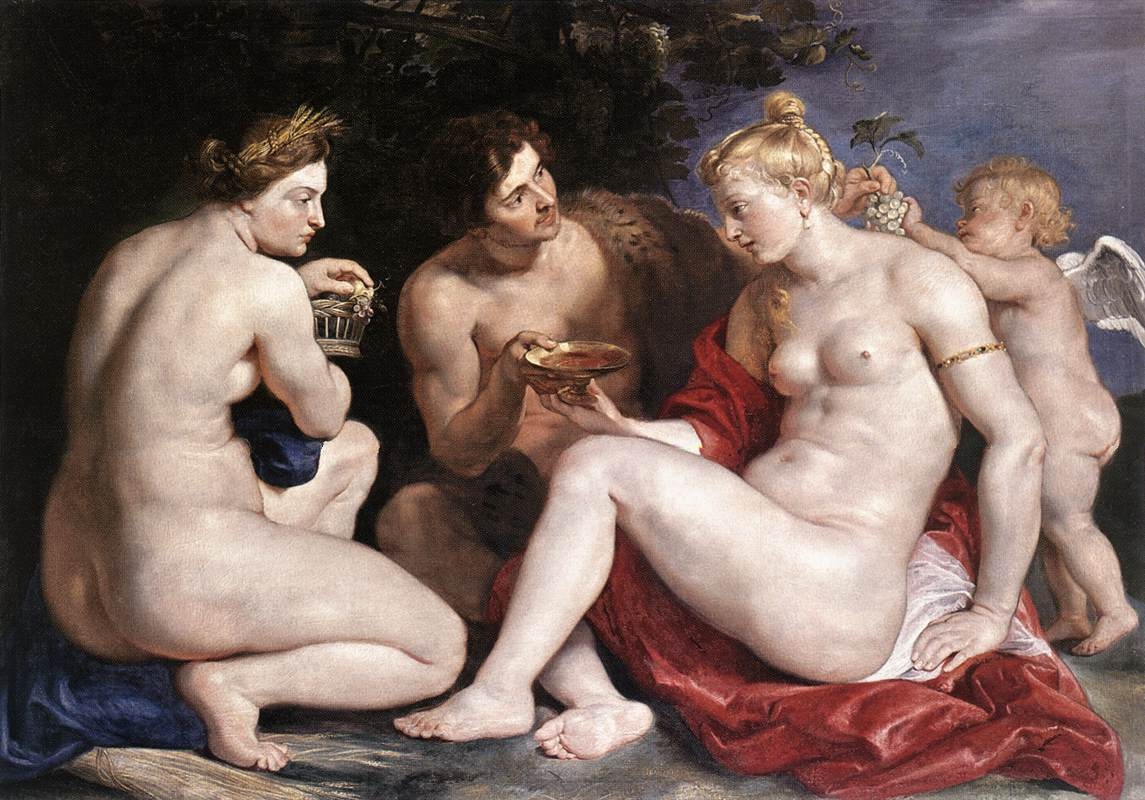
Allegoria di Peter Paul Rubens, 1612-1613, eseguita dopo il suo soggiorno dai Gonzaga a Mantova, dove vide la Venere di Lely, poi nella collezione Gonzaga.

La statua è registrata per la prima volta nelle collezioni Gonzaga di Mantova, dove venne inventariata nel 1627. La statua fu vista dal pittore Rubens, ed ebbe un'importante influenza sul suo stile voluttuoso di dipingere il nudo femminile.
Venne quindi acquistata per Carlo I d'Inghilterra, presso la cui corte venne ammirata nel 1631 come "la più bella statua di tutte" e valutata a 6.000 Écu. Nella dispersione delle collezioni d'arte del sovrano durante il Commonwealth, entrò in possesso del pittore e conoscitore Sir Peter Lely, da cui deriva il suo nome. Due anni dopo la morte di Lely (16), fu riacquistata dalla sua collezione per la Royal Collection. La statua fu rubata dal Palazzo di Whitehall, dopo che fu distrutto da un incendio il 4 gennaio 1698 e fu recuperata quattro anni dopo dalla Corona.
Dal 2005 è stata data in prestito a lungo termine al British Museum, dopo il trattamento conservativo, ed è attualmente in mostra nella galleria 23.